# フランツ・ヨーゼフ・ツー・ホーエンローエ＝シリングスフュルスト

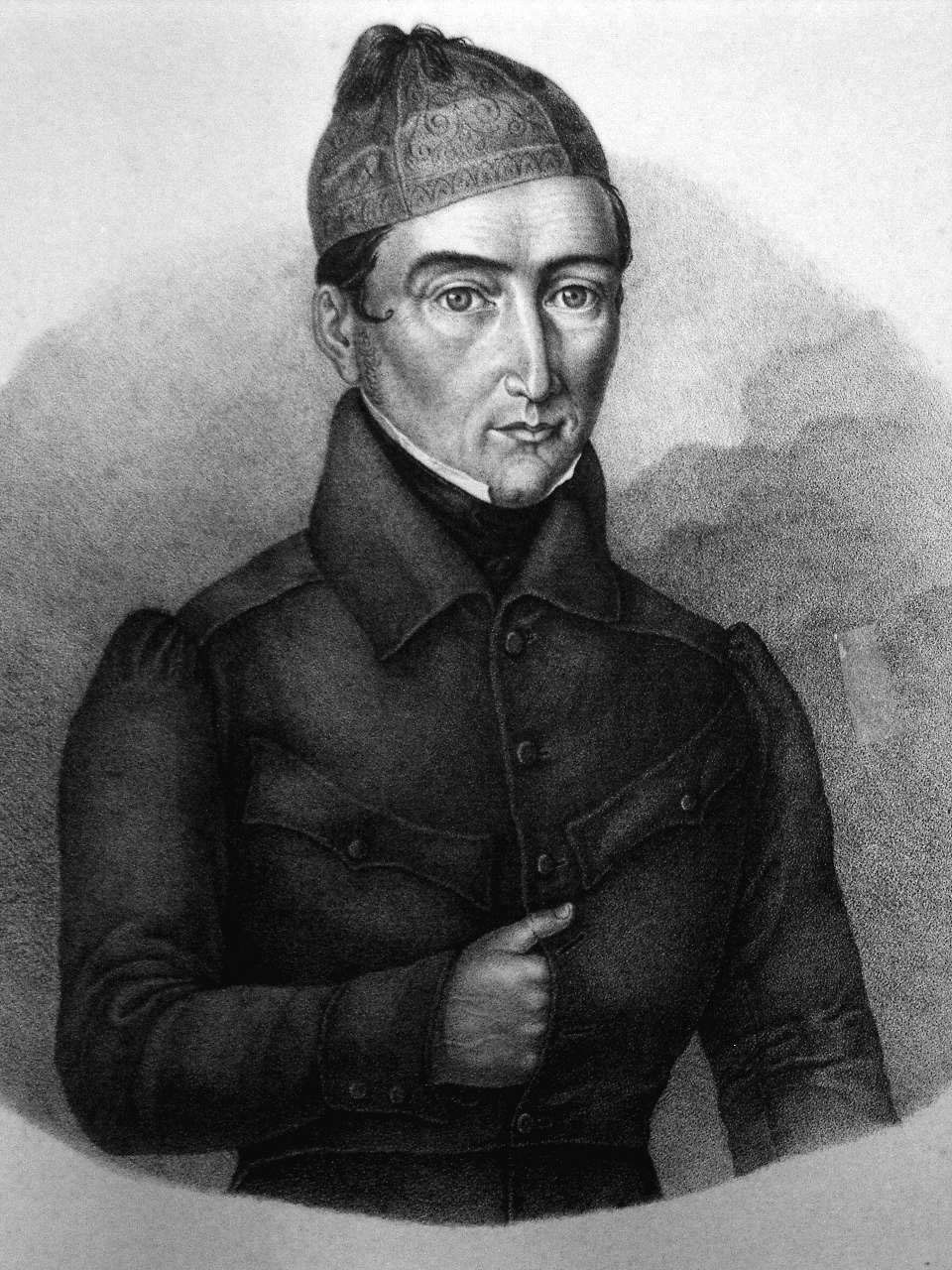
ホーエンローエ＝シリングスフュルスト侯フランツ・ヨーゼフ

フランツ・ヨーゼフ・カール・コンラート・ツー・ホーエンローエ＝シリングスフュルスト（Franz Joseph Karl Conrad Fürst zu Hohenlohe-Schillingsfürst, 1787年11月26日 クプファーツェル - 1841年1月14日 コルヴァイ）は、ドイツ・バイエルン王国のシュタンデスヘル、バイエルン参議院議員。ホーエンローエ＝シリングスフュルスト家の初代侯。

## 生涯
ホーエンローエ＝ヴァルデンブルク＝シリングスフュルスト侯カール・アルブレヒト2世と、その2番目の妻でハンガリー出身の男爵令嬢レヴィツキー・ユーディタの間の四男。1796年の父の死で長兄のカール・アルブレヒト3世が後を継いだ。次兄と三兄はフランス革命戦争で戦死したため、侯家の実質的な次男となった。1806年の神聖ローマ帝国消滅の過程で、多くの分家を擁するホーエンローエ家一門の全所領は陪臣化され、大部分がヴュルテンベルク王国に帰属したが、ホーエンローエ＝ヴァルデンブルク＝シリングスフュルスト家のごく狭小なシリングスフュルストの所領のみがバイエルン王国に帰属した。1807年4月、カール・アルブレヒト3世は相続協定を結んでシリングスフュルスト城とその付属所領を四弟フランツに譲渡し、新しい分流ホーエンローエ＝シリングスフュルスト家の創設を認めた。シュタンデスヘルとして、1819年から1840年までバイエルン王国議会の参議院（貴族院）議員を務め、またバイエルン王国軍の名誉（à la suite）陸軍少将の肩書を保持した。
1815年、同族のホーエンローエ＝ランゲンブルク侯カール・ルートヴィヒの三女コンスタンツェ（1792年 - 1847年）と結婚する。この婚姻により、ミッテルフランケン地方の小領主に過ぎなかったフランツに大きな幸運が巡ることになる。妻の姉と結婚していたヘッセン＝ローテンブルク方伯ヴィクトル・アマデウスには継嗣がなく、陪臣化・世俗化に伴って入手したラティボル公領及びコルヴァイ侯領については、1825年の方伯の遺言状で妻の最年長の甥、フランツ・ヨーゼフとコンスタンツェ夫婦の長男であるヴィクトルを相続人に指名したのである。1834年の方伯の死去から、長男ヴィクトルが成人する1840年までの間、フランツが息子の後見人として2つの広大なシュタンデスヘル領を治めた。1834年秋、シリングスフュルスト侯家一家はヴェストファーレン地方の旧帝国修道院コルヴァイ城に移住し、ここが侯家の新たな本拠となった。一方、オーバーシュレジエン地方のラティボル公領は約3万4000haの広さを誇るが、地目は主として森林だった。
1840年、長男ヴィクトルは成年に達すると、シリングスフュルスト侯領の相続権を放棄して、プロイセン王国のラティボル公爵及びコルヴァイ侯爵（Herzog von Ratibor und Fürst von Corvey）の爵位を受けた。翌1841年のフランツの死後、息子たちは父と方伯（義伯父）の所領の分割に際して新たに相続協定を結び、長男ヴィクトルがラティボルを、次男クロートヴィヒがラティボル・コルヴァイ公子（Prinz von Ratibor und Corvey）の称号を得てラティボル＝コルヴァイ公家の弟系（zweiter Majoratsherr）を創設した上でコルヴァイを、三男フィリップ・エルンストがシリングスフュルストを、それぞれ相続することにした。ところがフィリップ・エルンストは1845年に25歳の若さで独身のまま亡くなり、クロートヴィヒが急遽実家のシリングスフュルスト侯爵家を継ぎ、コルヴァイの所領の継承を断念した。フランツは、プロイセンのラティボル＝コルヴァイ家（Hause Ratibor-Corvey）、バイエルン系とオーストリア系に分かれたホーエンローエ＝シリングスフュルスト家（Hause Hohenlohe-Schillingsfürst）の始祖となった。子孫の領地は通婚などにより、プロイセンやバイエルンのみならず、ボヘミアやロシア帝国領にも広がった。
フランツの遺骸は当初、コルヴァイ修道院教会の奥のベネディクト派礼拝堂（Benediktus-Kapelle）に埋葬された。1998年、彼と妻の遺骸は子孫がコルヴァイ修道院敷地内に新たに設けた墓苑内の侯爵家の霊廟に改葬された。長男ヴィクトルとその係累16名の遺骸は現在ポーランド領となっている旧ラティボル公領近傍のルディのシトー会修道院に安置されていたが、こちらも2009年までに同じく新築の霊廟に合葬された。

## 子女
妻との間に6男3女の計9子をもうけた。同族とはいえ、フランツはカトリック家系だったのに対し、コンスタンツェは福音派の家系だった。王侯貴族の異宗派間の婚姻時の慣習に則り、息子たちは父親の、娘たちは母親の宗派で育てられた。
- テレーゼ（1816年 - 1891年） - 1840年に従兄のホーエンローエ＝ヴァルデンブルク＝シリングスフュルスト侯フリードリヒ・カール1世と結婚
- ヴィクトル（1818年 - 1893年） - ラティボル公、コルヴァイ侯、プロイセン貴族院議長
- クロートヴィヒ（1819年 - 1901年） - 第3代ホーエンローエ＝シリングスフュルスト侯（在位1845年 - 1901年）、バイエルン首相・ドイツ帝国宰相
- フィリップ・エルンスト（1820年 - 1845年） - 第2代ホーエンローエ＝シリングスフュルスト侯（在位1841年 - 1845年）
- アマーリエ（1821年 - 1902年） - 1857年家族の反対を押し切り宮廷肖像画家リヒャルト・ラウヒェルト（ドイツ語版）と貴賤結婚
- グスタフ・アドルフ（1823年 - 1896年） - 枢機卿
- ヨーゼフ（1824年 - 1827年） - 夭折
- コンスタンティン（1828年 - 1896年） - オーストリア宮内長官・騎兵大将
- エリーゼ（1831年 - 1920年） - 1868年ザルム＝ホルストマル侯子カール（ドイツ語版）と結婚

## 引用・脚注
1. ↑  Biographischer Eintrag als Mitglied der Kammer der Reichsräte, Geschichte des Bayerischen Parlaments seit 1819, Haus der Bayerischen Geschichte
2. ↑  Günter Tiggesbäumker: Das Herzogliche Haus Ratibor und Corvey. Corvey 2016, S. 16
3. ↑  HOHENLOHE, Online-Gotha von Paul Theroffs, SECTION 4: HOHENLOHE-WALDENBURG-SCHILLINGSFÜRST, HOHENLOHE-SCHILLINGSFÜRST, and the Dukes von RATIBOR, Fürsten von CORVEY, 11a) FRANZ JOSEPH Fst zu Hohenlohe-Schillingsfürst (Kupferzell 26 Nov 1787-Corvey 14 Jan 1841)